# 몬주 (미얀마)
몬 주(버마어: မွန်ပြည်နယ်, 영어: Mon State)는 미얀마의 행정 구역이다. 동쪽으로 카인주, 서쪽으로 안다만해 사이에 끼워져 있고 북쪽에는 바고구, 남쪽에는 타닌타리구가 있고 남동쪽 끝에는 태국의 칸차나부리주와 짧게 국경을 접한다. 몬 주는 566km의 해안선과 함께 많은 작은 섬들을 포함한다. 주도는 모울메인이다.

## 역사
현재의 미얀마 지역에 사람이 살기 시작한 것은 11,000년 전이지만, 처음으로 확인되는 문명은 몬족이다. 몬족은 아마도 BC3000년부터 BC1500년 사이에 인도 동부에서 동쪽의 이 지역으로 이주한 것으로 보이고 6세기에 태국 남부의 짜오프라야강 분지에 정착하였다. 다음 세기 때 몬족은 서쪽의 미얀마 남부의 이라와디강 삼각주로 이동했다. 아소카 왕의 비문에는 몬족의 최초의 왕국인 디파완사가 BC300년에 타톤의 항구 주변에 세워졌다고 쓰고 있다. 그러나 이것은 학자들 사이에 논란이 되고 있다. 구전에 의하면 일찍이 항해를 통해 불교와 접촉하였고 아소카 왕이 보낸 승려 사절단이 도착해 상좌부 불교로 개종하였으며 인도 문자인 팔리 문자를 채택하였다. 몬족의 기록의 대부분은 전쟁으로 파괴되었다. 몬족과 인도인간의 혼혈이 이루어졌고 두 문명이 합쳐져 몬 문화가 형성되었다. 825년까지 그들은 남부와 남동부 미얀마에 지배권을 확립했고 바고(페구)와 타톤과 같은 도시를 세웠으며 9세기 중반에는 미얀마 남부 전역을 지배하게 되었다.

### 몬 왕국 (6~11세기/13~16세기/18세기)
몬족의 첫 번째 왕국이 드바라바티라는 데에는 의심의 여지가 없다. 왕국은 1024년에 수도가 크메르 제국에게 약탈당할 때까지 번영하였다. 주민들은 대부분 서쪽의 미얀마로 도망쳤고 새로운 왕국을 세웠다. 그러나 이후에 북쪽에서 온 버마족의 지배를 받게 되었다.

### 영국인의 도래
현재의 몬 주를 포함하는 저지 미얀마는 제1차 영국-미얀마 전쟁)(1824~1826) 이후에 영국에 정복되었다. 몬족은 전쟁 때 버마를 물리쳐주면 독립시켜 준다는 전제하에 영국을 도왔다. 시암으로 이주해있던 수많은 몬족이 그들의 고향으로 돌아왔다. 그러나 영국은 결코 몬 왕국을 복원시켜주겠다는 약속을 이행하지 않았다. 식민지 시대에 모울메인은 '작은 영국'이라 불릴 정도로 많은 영국계 미얀마인이 살았지만 현재 이들은 영국이나 오스트레일리아로 떠나 점차 감소하고 있다.

### 미얀마의 독립
1947년에 몬족은 아직 형성되지 않은 버마 연방으로부터 민족 자결을 추구했으나 버마의 수상 우 누는 이것을 거절했다. 버마의 군대는 이 지역으로 이동해 몬족 민족주의자들에게 지배를 강요했고 그로 인해 내전이 초래되었다. 몬족 분리주의자들은 1962년에 신몬주당(NMSP)을 결성하였다. 1949년 이래로 주 동부의 구릉은 NMSP와 몬족해방전선(MNLF)의 지배하에 있다. MNLF는 중앙 정부와 싸우는 것 이외에도 카렌족과 돈벌이가 되는 태국과의 국경 지대를 놓고 싸우고 있다.
1974년에 몬족 분리주의자들의 요구를 달래기 위해 타닌타리 구와 바고 구의 일부를 분리, 몬 주를 설치해 명목상의 자치를 허용하였다. 저항은 1995년까지 계속되었으나 1996년에 NMSP와 국가 평화 발전 위원회(SLORC)간에 정전 협정이 이루어졌다.

## 지리

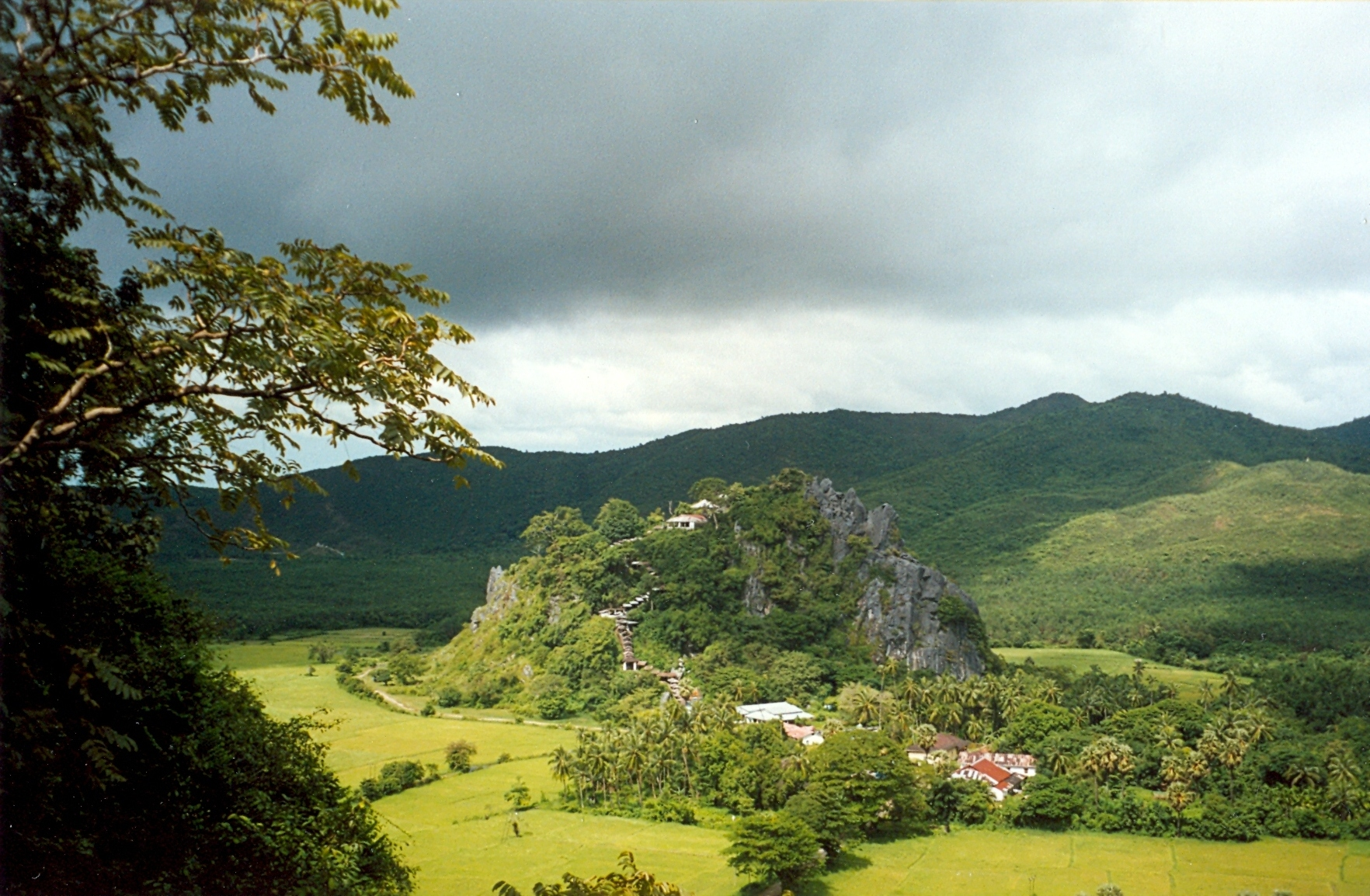
모울메인 남쪽의 무돈 주변의 석회암 풍경

북쪽은 시탕 강을 사이에 두고 바고 구, 동쪽은 카인 주, 남쪽으로 태국과 타닌타리 구, 서쪽으로 안다만해와 마르타반 만에 접한다.
몬 주는 열대 기후이다. 저위도의 바다 근처에 위치하기 때문에 날씨는 온화하고 연중 온도의 변화가 크지 않다. 모울메인의 평균 기온은 1월에 25.6 °C, 4월에 29.4 °C이다. 모울메인의 연 강수량은 4800mm이고 탄톤은 5500mm이다. 특히 7월과 8월에 비가 집중된다.

## 인구
비록 몬 주의 인구에 대한 최근의 수치는 없지만 약 2,466,000명으로 추정된다. 몬족이 다수이기는 하지만 많은 수의 버마족이 살고 카렌족과 파오족 및 영국계 미얀마인도 조금 살고 있다. 많은 사람들이 버마어를 쓰거나 이해하지 못한다. 키아이카미에는 타이족 사회가 존재한다. 주민의 대부분은 불교도이다.

## 행정 구역
- 모울메인 군(Mawlamyine District)
- 타톤 군(Thaton District)

## 경제
몬족의 경작지는 약 18,000km2이고 대부분 쌀을 재배한다. 주요 제2차 작물은 고무이다. 산지에는 과수원과 고무 플랜테이션이 있는 반면에 남부의 예에서는 연안 어업과 건어물, 액젓, 우뭇가사리 생산과 같은 관련 산업이 이루어진다. 다른 산업으로는 종이, 설탕, 고무 타이어가 있다. 탄톤에는 주요 타이어 공장이 있다. 숲이 전체 면적의 절반을 차지해 목재 생산이 경제에 상당한 기여를 하고 있다. 이 지역의 광물로는 소금, 안티몬, 화강암이 있다. 현재 천연가스의 개발이 이루어져 미얀마에서 가장 큰 외국인의 투자처이다. 상품의 수출입은 모울메인의 항구를 통해 이루어진다.

## 교육
- 모울메인 대학교